# マーリン・オルセン
マーリン・オルセン（Merlin Jay Olsen 1940年9月15日-2010年3月11日）はユタ州ローガンの元アメリカンフットボール選手で俳優。プロフットボール殿堂、カレッジフットボール殿堂入りを果たしている。

## 大学時代
地元のユタ州立大学に進学しディフェンシブタックルとしてプレイした。4年次の1961年にアウトランド・トロフィーを受賞したがこのシーズン彼のチームはラッシングディフェンスで平均50.8ヤード、パスディフェンスで88.6ヤード、トータル139.4ヤードに相手チームを抑えた。これは現在も大学記録として残っている。失点も7.8に抑え前年の6.5失点に次ぐ史上2番目に低い記録となった。また4試合で相手オフェンスを100ヤード以内に抑えてアイダホ大学戦では大学記録となる相手オフェンスに対してわずか23ヤードしか許さず69-0で圧勝した。この年のユタ州立大学の活躍に対してAP通信、UPI通信社のいずれも全米10位にランクした。彼の3年、4年次に大学は18勝3敗1分の成績で2シーズンともカンファレンスのチャンピオンになっている。4年次シーズン終了後にフラボウルに出場しランス・アルワースと共にMVPに選ばれた。
彼はユタ州スポーツの殿堂、ユタ州立大学スポーツの殿堂入りを果たすと共に同大学の20世紀を代表するフットボール選手にも選ばれた。2000年にスポーツ・イラストレイテッドは20世紀を代表するユタ州のアスリート50人の1人として彼を選んだ。

## NFL入り
1962年から1976年まで彼はNFLのロサンゼルス・ラムズでプレイした。15シーズン彼は1試合も欠場せずディフェンスのスター選手として15年間活躍した。オールプロに1964年、1966年から1970年まで選ばれた。
大学を卒業する際、彼の元にはアメリカン・フットボール・リーグのロサンゼルス・チャージャーズ、デンバー・ブロンコスからもオファーがあったが彼はラムズと2年間50,000ドルプラスボーナスで契約した。この当時のNFL選手の平均年俸は12,000ドルであった。NFLドラフトで1巡目指名されたユタ州立大学初の選手にもなっている。
すぐに彼はNFL史上有数のフロント4となるディフェンスライン（彼の他にディーコン・ジョーンズ、ロジー・グリアー、ラマー・ランディ）の一角となった。彼らは「フィアーサム・フォーサム」（恐ろしい4人組）と呼ばれるようになり、1965年の第12週にはAP通信より週間最優秀守備選手に選ばれた。この試合で彼は初タッチダウンをあげた。
1960年代を通じて彼ら4人は相手オフェンスを震え上がらせた。1967年、1969年にラムズはプレーオフに進出している。1969年の第14週ボルチモア・コルツ戦での活躍により4人が週間最優秀守備選手に選ばれている。
1970年代に入っても彼の活躍は続き1972年にはチーム2位の11サックをあげた。第8週には自身3度目となる週間最優秀守備選手に選ばれている。
1973年から1976年までラムズはNFC西地区優勝を果たした。1973年、1974年とランディフェンスはリーグ2位となり相手クォーターバックに対するサック数もリーグ2位であった。1973年、1974年と彼はNFL選手会が選ぶベストディフェンシブラインマンとなった。
また1975年、1976年もラムズのランディフェンスはNFL2位となり相手クォーターバックをサックした回数はベスト5に入り22勝5敗1分の数字を残した。
彼の現役最後の試合はミネソタ州ブルーミントンで行われたミネソタ・バイキングスとのNFCチャンピオンシップゲームとなった。スーパーボウル出場を目前にしていたラムズは第1QにFGをブロックされ90ヤードのリターンタッチダウンを決められた。ディフェンスもバイキングスにビッグプレーを決められて13-24で敗れた。
現役生活15年のうち引退した年を除く14年連続でプロボウルに出場した。1982年にプロフットボール殿堂入りを果たしている。また1999年にはThe Sporting Newsが選ぶ偉大な100人の選手の25番手として選ばれている。

## NFL引退後
現役引退後の1980年代、彼はNBCのテレビ解説者となりAFCのゲームを担当した。また1980年から1988年までのローズボウルの解説も担当している。
また俳優としても活動するようになり、大草原の小さな家に出演していたヴィクター・フレンチ（エドワーズ役）が1977年に降板した際にマイケル・ランドンの新しい友人役、ジョナサン・ガーベイを演じた。2年後にランドンは彼を主役としたFather Murphyを制作している。
1982年にウォルター・キャンプ・マン・オブ・ザ・イヤーに選出された。
2010年、死去。

## その他
- ラムズで共にプレーしたジャック・ヤングブラッドによるとフィールド上の姿とは異なり紳士的な性格だったという[9]。
- 1969年に公開された映画『大いなる男たち』でジョン・ウェイン、ロック・ハドソンと共演している。
- 彼の弟であるフィル・オルセン（英語版）、オリン・オルセン（英語版）[7]もNFL選手だった。